# Forêt récréative de Val-d'Or
La Forêt récréative de Val-d’Or est une forêt emménagée de 50 km2 se trouvant à Val-d'Or en Abitibi-Témiscamingue où de nombreuses activités extérieures sont offertes tout au long de l’année.

## Historique
La Forêt récréative de Val-d'Or offre de multiples activités extérieures durant toutes les saisons de l'année. Elle est surtout connue pour le sentier Agnico-Eagle où il est possible de faire du vélo, de la marche à pied ou du patin à roues alignées en été et du patin à glace en hiver. Les nombreux sentiers en forêt représentent aussi un attrait touristique important pour le lieu. Il est aussi possible de louer de l'équipement sur place.
Le territoire de la Forêt récréative est utilisé depuis les années 1940 pour y faire des loisirs, même si son développement a commencé dans les années 2000. Ce sont les amateurs de sport en plein air qui ont d'abord travailler à rendre le terrain utilisable.
Depuis, le site change régulièrement par le biais d'agrandissements aux limites de celui-ci et l'ajout des nouvelles activités. Le premier vrai chalet d'accueil a été construit en 2012. En 2019, la superficie de la Forêt récréative a été modifiée afin d'être supérieure à ce qu'elle était auparavant. Aussi, en 2021, il y a eu la création d'une pente où l'on peut faire de la glissade sur tube. Il y a ensuite eu l'arrivée du ski joëring en 2022.

## Les activités offertes

### Été
- Sentier pavé de 2km (Sentier Agnico Eagle)[2]
- Sentier de vélo ou de randonnée pédestre[2]
- Sentier de vélo de montagne[2]
- Station d'entraînement extérieur[2]
- Sentier d'hébertisme[2]
- Vélo-Parc Richelieu[5]
- Cueillette de petits fruits et de champignons[2]
- Champ de tir[6]

### Hiver
- Sentier de patins à glace[7]
- Vélo à pneus surdimensionnés[4]
- Glissade sur tube[8]
- Ski de fond[9]
- Raquette[9]
- Trottinette des neiges[10]
- Ski joëring[4]

## Protection des ressources naturelles
Le terrain de la Forêt récréative est constamment à risque d'être exploité pour ses ressources naturelles. Plusieurs compagnies sont déjà en possession de titres miniers sur le territoire. C'est pourquoi le conseil municipal de la ville de Val-d'Or souhaite que celui-ci soit protégé et que les activités minières soient limitées. Les coupes forestières viennent aussi mettre la forêt en danger. En 2019, c'était déjà une préoccupation pour la population valdorienne pour qui la protection de cette forêt et de ses ressources demeure un enjeu important. En ce sens, une des missions de la Forêt récréative est de protéger le territoire sur lequel il se trouve.
En 2024, la MCR de La Vallée-de-l'Or et des chercheurs de l'Université du Québec en Abitibi-Témiscamingue (UQAT) amorcent un processus d'acceptabilité sociale qui se déroulera sur trois ans pour informer et obtenir le soutien des citoyens de Val-d'Or. Légalement, il n'y a rien qui protège la Forêt récréative de l'exploitation de ses ressources naturelles. La compagnie qui a le plus de titres miniers sur le territoire, soit Agnico-Eagle, dit toutefois ne pas avoir l'intention de les exploiter.